# Podhorce (gromada)
Podhorce (od 1 I 1962 Typin) – dawna gromada, czyli najmniejsza jednostka podziału terytorialnego Polskiej Rzeczypospolitej Ludowej w latach 1954–1972.
Gromady, z gromadzkimi radami narodowymi (GRN) jako organami władzy najniższego stopnia na wsi, funkcjonowały od reformy reorganizującej administrację wiejską przeprowadzonej jesienią 1954 do momentu ich zniesienia z dniem 1 stycznia 1973, tym samym wypierając organizację gminną w latach 1954–1972.
Gromadę Podhorce z siedzibą GRN w Podhorcach utworzono – jako jedną z 8759 gromad na obszarze Polski – w powiecie tomaszowskim w woj. lubelskim na mocy uchwały nr 16 WRN w Lublinie z dnia 5 października 1954. W skład jednostki weszły obszary dotychczasowych gromad Podhorce, Justynówka, Przecinka, Typin, Nowa Wieś, Klekacz i Nedeżów ze zniesionej gminy Majdan Górny w tymże powiecie. Dla gromady ustalono 27 członków gromadzkiej rady narodowej.
1 stycznia 1962 gromadę Podhorce zniesiono przez przeniesienie siedziby GRN z Podhorców do Typina i zmianę nazwy jednostki na gromada Typin.